# Підвісний паливний бак

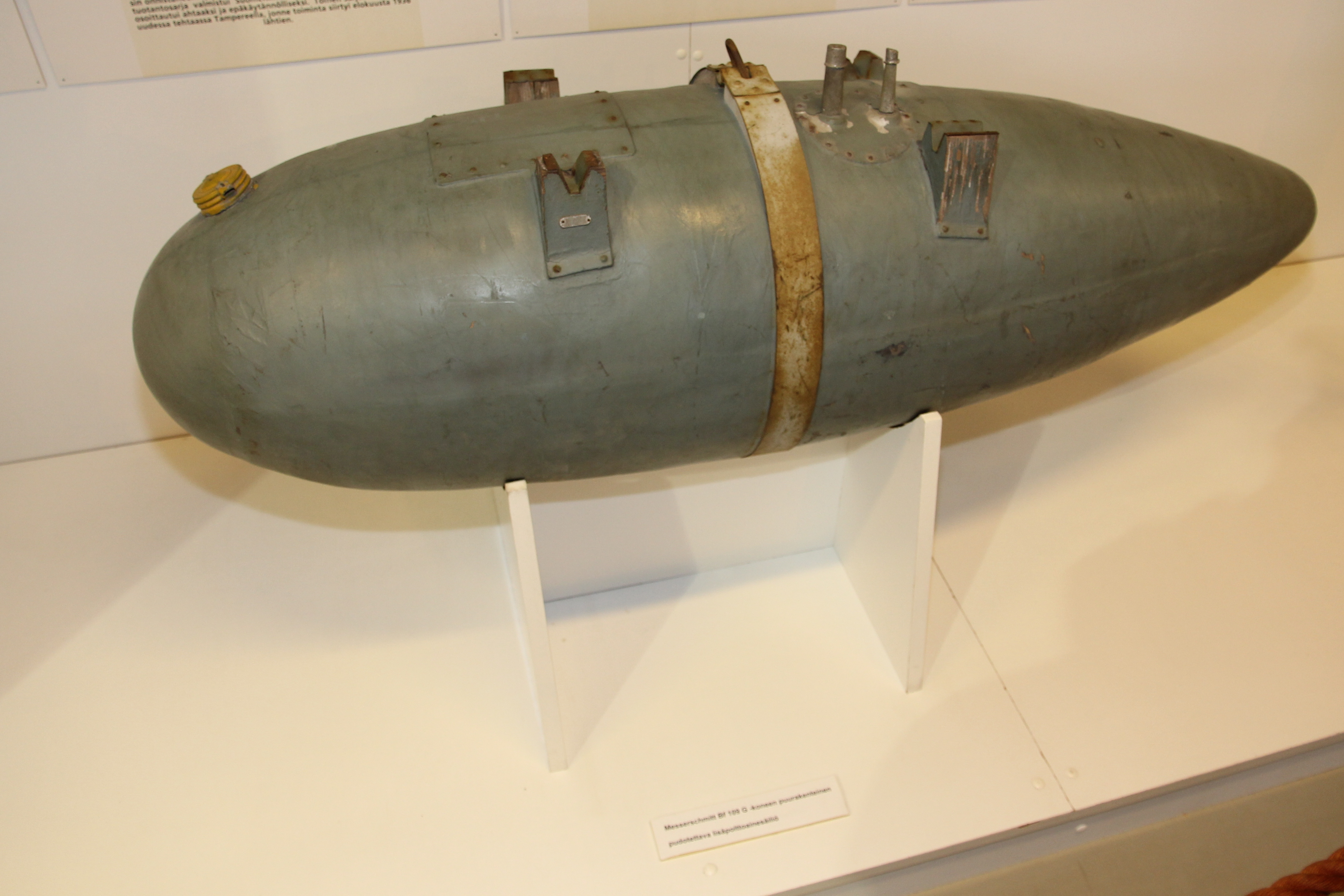
Стандартний 300-літровий підвісний паливний бак німецьких літаків Люфтваффе часів Другої світової війни

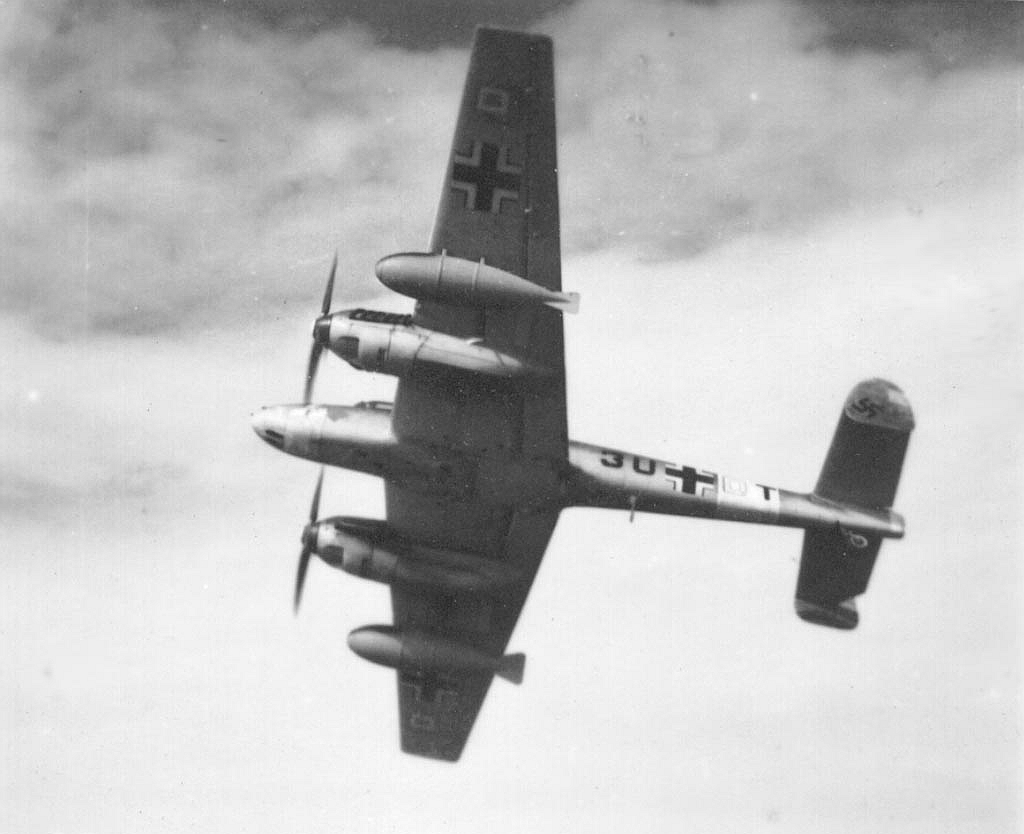
Me Bf 110 9./ZG 26 з 900-літровими підвісними баками на зовнішній підвісці

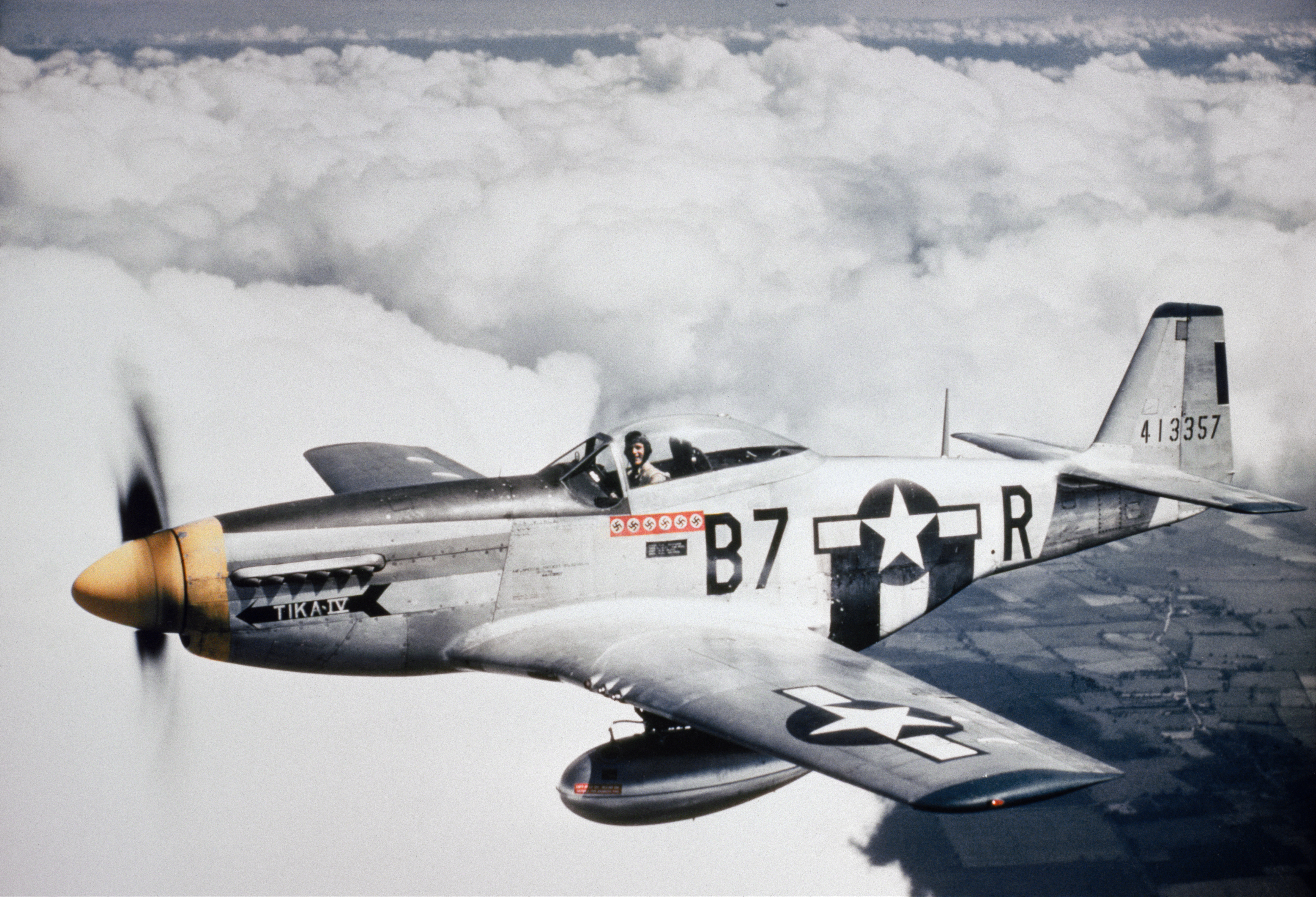
Американський P-51 Mustang з 75-галонним металевим баком на підвісці

Підвісний паливний бак — в авіації — паливний бак, ємність для розміщення на зовнішньому кріпленні літального апарата додаткового запасу палива, що дозволяє йому значно збільшити дальність польоту. Як правило, паливний бак одноразового використання, має веретеноподібну обтічну конструкцію. Найчастіше використовується на бойових літаках.
Пальне, що знаходиться в підвісному паливному баку, витрачається в першу чергу, оскільки на підльоті до місця бойової операції їх використання становить загрозу живучості ЛА. Підвісні баки, перебуваючи на зовнішніх підвісках, погіршують аеродинаміку літака, знижують швидкість і маневреність. Порожні підвісні паливні баки, як правило, скидаються на землю.
На декількох типах літальних апаратів використовуються додаткові легкі знімні паливні баки, що розміщуються у вантажних відсіках, замість штатного ракетно-бомбового озброєння, з метою збільшення перегінної дальності польоту (при перебазуванні).

## Історія
Вперше у історії підвісні паливні баки застосовувалися за часів Громадянської війни в Іспанії для збільшення дальності польоту винищувачів, що супроводжували бомбардувальники при вильотах на бойові завдання. У часи Другої світової війни німецькі ВПС розпочали серійне виробництво та застосування підвісних баків ємністю 300 літрів на літаках типу Ju 87R — удосконалена версія легендарної «Штуки» зі збільшеним радіусом дії. Надалі підвісні ємкості почали встановлюватися на важкі винищувачі Focke-Wulf Fw 190, і надалі їх об'єм був збільшений до 900 літрів пального.